# كرسول متفرق
كرسول متفرق (الاسم العلمي:Crassula sparsa) هو نوع نباتي يتبع جنس الكرسول من فصيلة الكرسولية.